# نظرية المرور ذات الثلاث مراحل
نظرية المرور ذات الثلاث مراحل هي نظرية حول حركة المرور، طورها بوريس كيرنر بين 1996 و2002، وتركز أساسًا على تفسير فيزياء فشل تنظيم حركة المرور وما ينتج عن ذلك من ازدحام على الطرق السريعة. يصف كيرنر ثلاث مراحل لحركة المرور، في حين أن النظريات الكلاسيكية القائمة على الرسم البياني الأساسي لتدفق حركة المرور لها مرحلتان: حركة المرور الحرة، وحركة المرور المزحمة. تقسم نظرية كيرنر حركة المرور المزدحمة إلى مرحلتين: التدفق المتزامن، والاختناق المروري الواسع، ليصل العدد الإجمالي للمراحل إلى ثلاثة:
- التدفق الحر
- التدفق المتزامن
- الاختناق المروري

تُعرف المرحلة على أنها حالة معينة في مساحة ووقت معين.

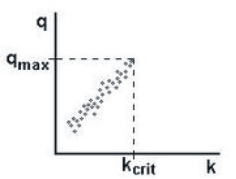
الشكل 1

## التدفق الحر
في حركة المركبات الحرة، تظهر البيانات التجريبية علاقة إيجابية بين معدل تدفق المركبات q (تقاس بالمركبات لكل وحدة زمنية) وكثافتها K (تقاس بالمركبات لكل وحدة المسافة). تتوقف هذه العلاقة عند الحد الأقصى للتدفق الحر q مع الكثافة الحرجة المقابلة Kcrit. (انظر الشكل 1)

## حركة المرور المزدحمة
تظهر البيانات علاقة أضعف بين التدفق والكثافة في حالات الازدحام المروري. ولذلك، يقول كيرنر أن الرسم التخطيطي الأساسي، كما هو مستخدم في نظرية المرور الكلاسيكية، لا يمكن أن يصف بشكل كاف الديناميكيات المعقدة لحركة مرور المركبات، وقسم هذه المرحلة إلى التدفق المتزامن والاختناق المروري.
في حالة الازدحام، تكون سرعة المركبة أقل من أدنى سرعة مخصصة للطريق {\displaystyle v_{\text{free}}^{\min }} في التدفق الحر، أي الخط الذي له ميل أدنى سرعة{\displaystyle v_{\text{free}}^{\min }={\frac {q_{\max }}{k_{\text{crit}}}}} في التدفق الحر (خط منقط في الشكل 2) يقسم البيانات التجريبية على مستوى التدفق-الكثافة إلى منطقتين: على الجانب الأيسر نقاط بيانات التدفق الحر، وعلى الجانب الأيمن نقاط البيانات المقابلة لحركة المرور المزدحمة.
فرضية كيرنر حول الحالات ثنائية الأبعاد لتدفق حركة المرور

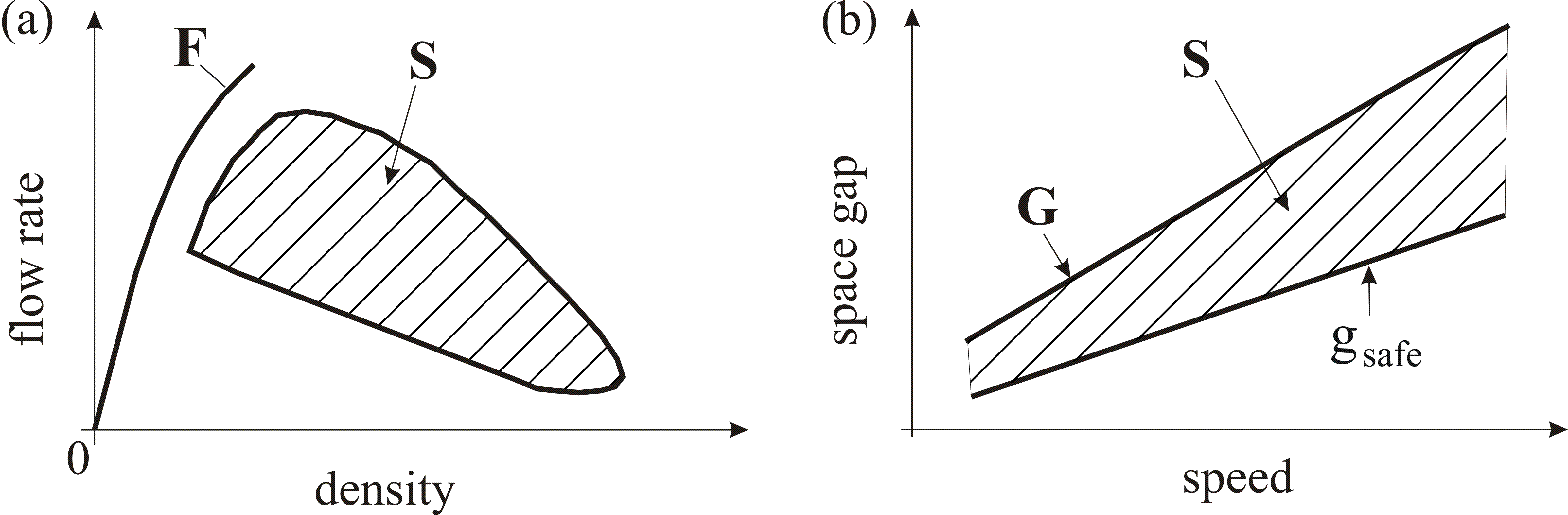
الشكل 4 (أ).

## حالات ثابتة من التدفق المتزامن
التدفق المتزامن هو حالة افتراضية لتدفق المركبات، تسير فيه جميع المركبات بنفس السرعة، وتكون فيه المسافة بين مركبة واحدة وأخرى متساوية)، أي أن هذه الحالة متجانسة في الزمان والمكان.
تنص فرضية كيرنر على أن التدفق المتزامن يمكن أن يحدث في أي مكان في منطقة ثنائية الأبعاد من مستوى الكثافة-التدفق (كما في الشكل 4 (أ)). تتداخل مجموعة حالات التدفق الحر المحتملة (F) في كثافة المركبة مع مجموعة الحالات المحتملة للتدفق المتزامن. يفصل بين حالات التدفق الحر على طريق متعدد المسارات وحالات التدفق المتزامن فجوة في معدل التدفق، لذلك، تكون هناك فجوة في السرعة عند كثافة معينة: تكون سرعة التدفق المتزامنع عند كثافة معينة أقل من سرعة التدفق الحر.

## نقد النظرية
انتقدت هذه النظرية لسببين رئيسيين، هما: أولًا، تستند هذه النظرية بشكل كامل تقريبًا إلى القياسات التي أجريت على الطريق السريع الخامس في ألمانيا (بالألمانية: Bundesautobahn 5) وقد يكون لهذا الطريق نمط معين، ولكن الطرق الأخرى في البلدان الأخرى لها خصائص وأنماط أخرى، ويجب أن تظهر الأبحاث المستقبلية صحة النظرية عليها. ثانيًا، كيفية تحليل البيانات غير واضحة. يستخدم كيرنر قياسات نقاط ثابتة، ولكنه يستخلص استنتاجاته على مسارات المركبات، والتي تمتد على طول الطريق أو المسار الخاضع للفحص.
تم الرد على هذه الانتقادات في دراسة حديثة حول بيانات جمعت من الولايات المتحدة والمملكة المتحدة، وأكدت الاستنتاجات التي توصل إليها كيرنر في دراسته للطريق السريع الخامس في ألمانيا (بالألمانية: Bundesautobahn 5).